# Garypus ranalliorum
Espèce
Garypus ranalliorum est une espèce de pseudoscorpions de la famille des Garypidae.

## Distribution
Cette espèce est endémique du Kimberley en Australie-Occidentale. Elle se rencontre vers Mitchell Falls.

## Habitat
Cette espèce se rencontre sur le littoral.

## Description
La femelle holotype mesure 5,36 mm.

## Étymologie
Cette espèce est nommée en l'honneur de la famille de Robert Ranalli.

## Publication originale
- Harvey, Hillyer, Carvajal & Huey, 2020 : Supralittoral pseudoscorpions of the genus Garypus (Pseudoscorpiones : Garypidae) from the Indo-West Pacific region, with a review of the subfamily classification of Garypidae. Invertebrate Systematics, vol. 34, no 1, p. 34-87.